# Анджело Нікулеску
Анджело Нікулеску (рум. Angelo Niculescu; 1 жовтня 1921, Крайова — 20 червня 2015, Бухарест) — румунський футболіст, що грав на позиції півзахисника. По завершенні ігрової кар'єри — тренер. Найбільш відомий тим, що винайшов тактику «темпорізаре» (рум. temporizare, «відтягування»), коли команда зберігає володіння м'ячем на своїй половині, а гравці використовують багато коротких пасів з одного боку, що стало прообразом тікі-таки.

## Ігрова кар'єра
У дорослому футболі дебютував 1939 року виступами за команду «Крайова» з рідного міста, в якій провів п'ять сезонів. Під час Другої світової війни брав участь у боях у військах Іона Антонеску проти СРСР, зокрема в Одеській області.
Після війни перебрався до столиці, міста Бухарест, де виступав за команди «Кармен» та «Чіоканул».
1948 року «Чіоканул» було об'єднано з іншою. місцевою командою «Униря-Триколор», в результаті чого було утворено «Динамо» (Бухарест), куди був включений і Нікулеску. Однак стати ключовим гравцем «динамівців» Анджело не зумів і використовувався лише зрідка, закінчивши свою активну футбольну кар'єру у віці 29 років у 1950 році.

## Кар'єра тренера
Розпочав тренерську кар'єру невдовзі по завершенні кар'єри гравця, 1953 року, очоливши тренерський штаб клубу «Динамо» (Бухарест), з яким зміг виграти чемпіонат Румунії у 1955 році. Згодом у другій половині сезону 1957/58 тренував головного суперника «динамівців» «Стяуа», що було особливо погано сприйнято прихильниками «Динамо», після чого сезон 1958/59 працював у другому дивізіоні з «Тракторулом» (Брашов).
Після п'ятирічної перерви, він повернувся до «Динамо» (Бухарест) і в 1965 році виграв з командою ще одне чемпіонство.

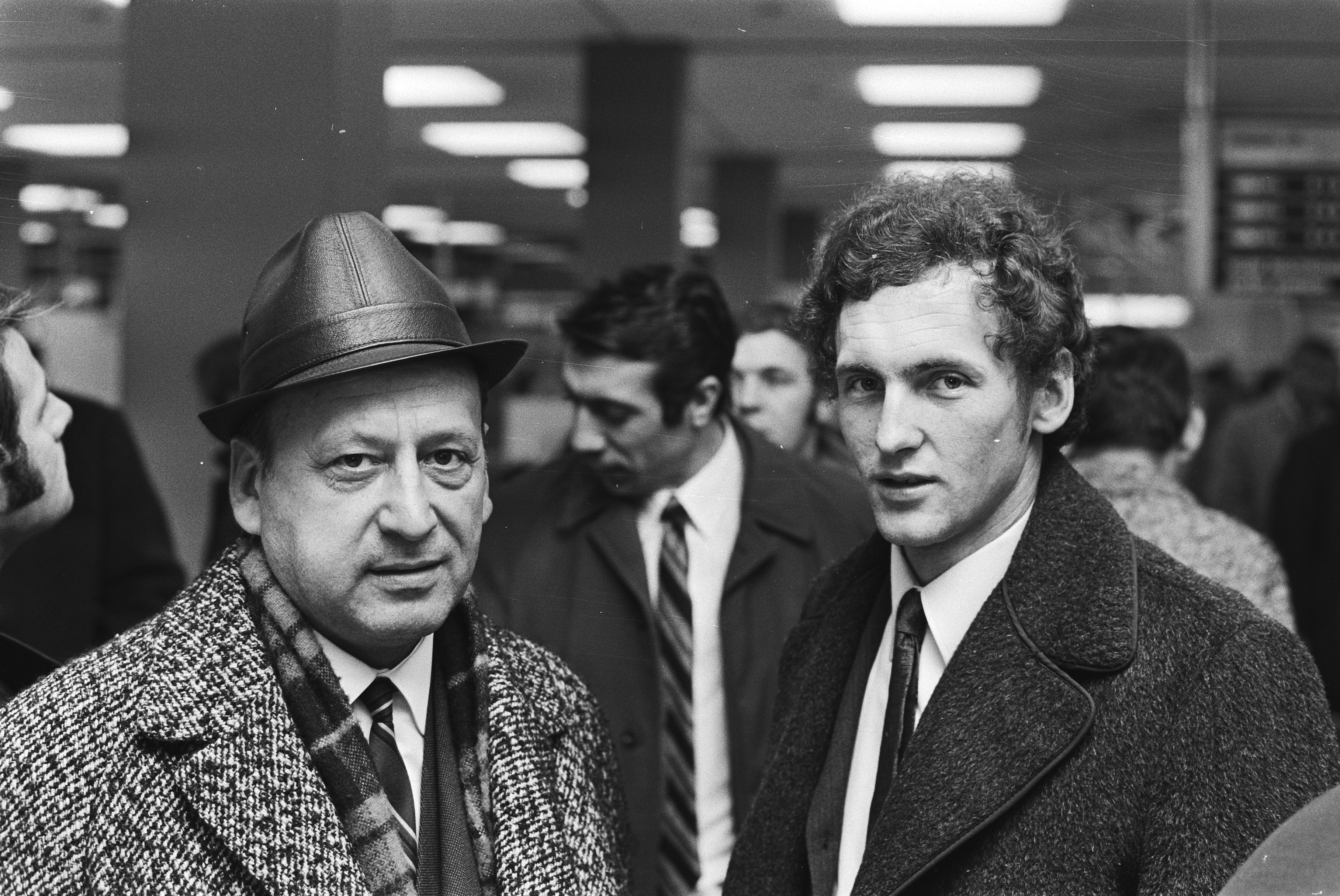
Анджело Нікулеску як тренер збірної Румунії разом із своїм футболістом Емеріхом Дембровським перед матчем проти збірної Нідерландів. 30 листопада 1970 року.

У 1967 році Нікулеску був призначений тренером національної збірної Румунії, Іліє Оане, якого було звільнено після того як команда не потрапила на чемпіонат Європи 1968 року. Під керівництвом Нікулеску румунська команда несподівано кваліфікувалась на чемпіонат світу 1970 року, де зуміла перемогти Чехословаччину, втім не вийшла з групи, поступившись більш іменитим збірним Англії та Бразилії. Після цього Румунія під керівництвом Нікулеску зіграла в чвертьфіналі чемпіонату Європи 1972 року, де лише в матчі-переграванні поступилась Угорщині і не вийшла у фінальний турнір чотирьох, що пройшов у Бельгії. Наприкінці 1972 року подав у відставку з посади тренера збірної. Загалом очолював збірну Румунії у 40 іграх, з яких 12 було виграно, 11 програно, а 17 закінчились внічию.
Восени 1973 року Нікулеску став тренером «Спортула», разом з яким він потрапив у Кубок УЄФА 1976/77. Там команда змогла пройти в першому раунді пірейський «Олімпіакоса», але у наступному вилетіла після двох поразок від «Шальке 04». У 1977 році він очолив «Політехніку» (Тімішоара), з якою знову потрапив у Кубок УЄФА у сезоні 1977/78 і також вилетів у другому раунді.
На початку сезону 1979/80 Нікулеску втретє у кар'єрі очолив «Динамо» (Бухарест), але закінчив сезон лише на п'ятому місці, і надалі безуспішно очолював команди вищого дивізіону «Бакеу» та «Університатя» (Клуж-Напока) (виліт наприкінці сезону 1981/82), а останнім місцем тренерської роботи був клуб «Оцелул» з другого румунського дивізіону, головним тренером команди якого Анджело Нікулеску був з 1982 по 1983 рік.

## Титули і досягнення

### Як тренера
- Чемпіон Румунії (2):

«Динамо» (Бухарест): 1955, 1964–65

## Особисте життя та визнання
Видав книгу Fotbal. Metode și mijloace (Ed. Stadion, 1972) у співпраці з Іоном В. Іонеску.
По завершенні тренерської кар'єри Нікулеску став почесним членом Румунської футбольної федерації і тимчасово був віце-президентом технічного комітету, очолюваного Мірчею Санду. У березні 2008 року він був нагороджений орденом за Спортивні заслуги III класу, «на знак вдячності за участь у фінальному турнірі чемпіонату світу 1970 року в Мексиці та за всю діяльність». У 2011 році ФІФА офіційно його визнала творцем стилю тікі-така.
Після смерті дружини в 2008 році Нікулеску жив один в невеликій квартирі в румунській столиці Бухаресті, де і помер 20 червня 2015 року на 94-му році життя.